# One Mississippi
One Mississippi är Brendan Bensons debutalbum, utgivet 1996 i Amerika och året efter i Storbritannien.

## Låtlista
1. "Tea" – 1:08
2. "Bird's Eye View" – 1:28
3. "Sittin' Pretty" – 2:53 (Benson/Falkner)
4. "I'm Blessed" – 3:00 (Benson/Falkner)
5. "Crosseyed" – 4:22 (Benson/Falkner)
6. "Me Just Purely" – 2:44 (Benson/Falkner)
7. "Got No Secrets" – 3:22
8. "How 'Bout You" – 3:02
9. "Emma J" – 3:49
10. "Insects Rule" – 3:08 (Benson/Falkner)
11. "Maginary Girl" – 3:06
12. "House In Virginia" – 3:49 (Benson/Falkner)
13. "Cherries" – 3:19 (Benson/Falkner)
  - "Strawberry Rhubarb Pie" (Dolt spår) – 1:44

Albumet återutgavs 2003 med dessa ytterligare spår:

1. "Swamp"
2. "Jet Stream"
3. "Crosseyed"
4. "Me Just Purely"
5. "Cherries"
6. "I'm Blessed"
7. "Sittin' Pretty"
8. "Christy"